# Dinera setifacies
Dinera setifacies là một loài ruồi trong họ Tachinidae.